# Торнабуони, Джованни

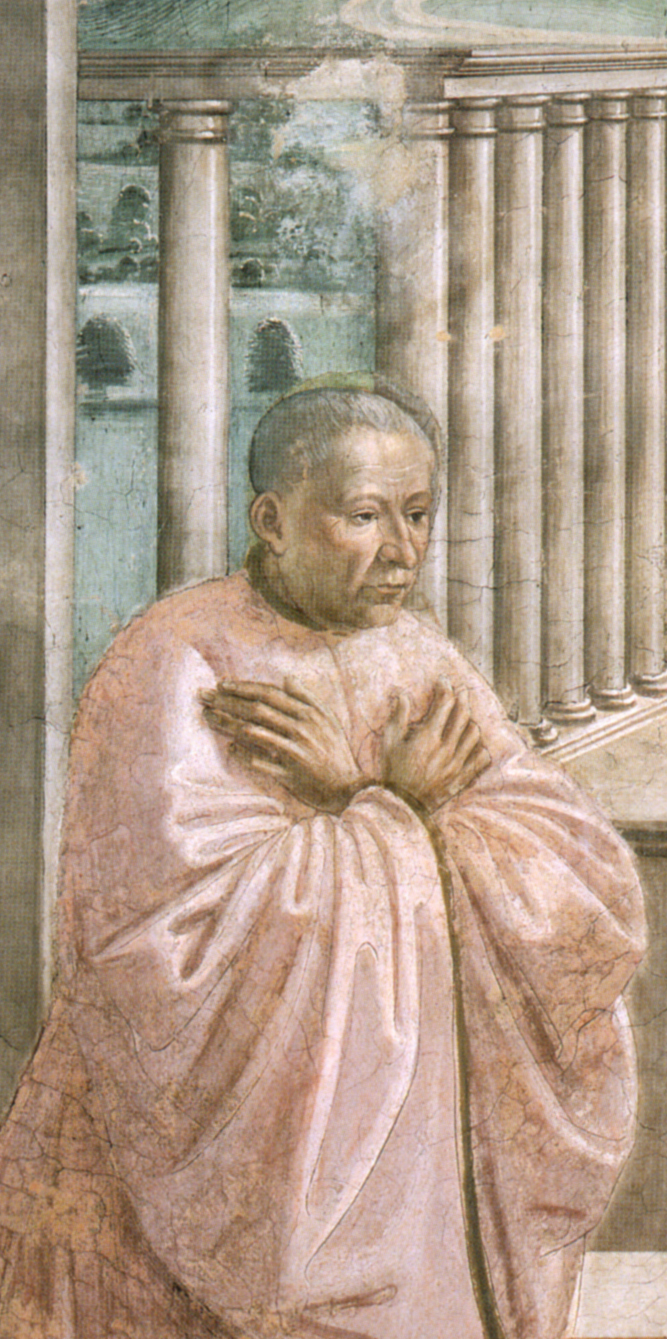
Донаторский портрет Джованни Торнабуони в капелле Торнабуони, выполненный Доменико Гирландайо

Джованни Торнабуони (итал. Giovanni Tornabuoni; умер после 22 декабря 1490 года) — итальянский купец, банкир и покровитель искусств Флоренции.
Он был братом Лукреции Торнабуони, дядей Лоренцо Великолепного и имел прочные связи с домом Медичи. Также он был управляющим банком семьи в Риме и казначеем папы римского Сикста IV. Кроме того, он был послом Флоренции в суде пополанов в 1480 и 1484 годах, гонфалоньером юстиции в 1482 году.
В 1484 году Торнабуони сменил Франческо Сассетти на посту управляющего банком Медичи.
В 1485 году он подписал контракт с художником Доменико Гирландайо на выполнение большого цикла фресок в капеллу Торнабуони во Флоренции (церковь Санта-Мария Новелла). Джованни и его жена, Франческа Питти, запечатлены в портретах на стене для хора как донаторы. Тогда уже его портрет был написан Гирландайо в Сикстинской капелле на фреске «Призвание Апостолов» (1481).